# Porsche Fahrer
Porsche Fahrer – Das unabhängige Porsche Magazin ist ein Magazin, das sich mit den klassischen Porsche-Modellen befasst, aber auch die ganz aktuellen und zukünftigen behandelt. Porsche Fahrer erscheint vier Mal im Jahr im HEEL Verlag, Königswinter. Es wurde 2007 gegründet und ist für exklusive Automobile angesiedelt.
Der Redaktionssitz ist Frankfurt am Main, Chefredakteur ist Jan-Henrik Muche.

## Inhalt
Inhaltliche Schwerpunkte sind ausführliche Modellvorstellungen, detaillierte Technikfeatures, Kaufberatung, Storys aus der Motorsporthistorie, Tuning und Neuvorstellungen.

## Weitere Publikationen
- Sonderheft Porsche turbo (Erscheinungsdatum 30. September 2009)
- Sonderheft Porsche Cabrio (Erscheinungsdatum 30. März 2010)
- Best of Zuffenhausen (jährlich erscheinender Wandkalender)

Außerdem sind im HEEL Verlag diverse Bücher – hauptsächlich Kaufberatungen zu klassischen Porsche-Modellen – unter dem Logo des Magazins erschienen.